# Lincoln (contea di Bedford)
Lincoln  è una township degli Stati Uniti d'America, nella contea di Bedford nello Stato della Pennsylvania. Secondo il censimento del 2000 la popolazione è di 380 abitanti.

## Società

### Evoluzione demografica
La composizione etnica vede una maggioranza della razza bianca (98.42%) seguita da quella degli afroamericani (0,79%), dati del 2000.
| township di Lincoln Popolazione |     |
| 2000                            | 380 |
| Stima al 2009                   | 391 |